# Robert Barry
Robert Barry (* 9. März 1936 in New York City, USA) ist ein US-amerikanischer Konzeptkünstler. Robert Barry gehört zu den Protagonisten der US-amerikanischen Konzeptkunst.

## Leben und Werk
Robert Barry studierte am Hunter College der City University of New York.
Robert Barry begann am Anfang seiner künstlerischen Karriere als Maler zu arbeiten. Er beschäftigte sich dabei bereits früh mit der Untersuchung der Verhältnisse von Fläche und Raum und von Positiv und Negativ. Er beschäftigt sich mit auch anwesenden und abwesenden Formen und der Ergänzung von Leerformen durch den Betrachter des Werkes. Seit 1967 arbeitet er mit immateriellen Kunstwerken, Installationen und Performance-Kunst und mit einer Vielzahl von sonst unsichtbaren Medien.
Er schuf räumliche Installationen mit Drähten und transparenten Nylonfäden. Er führte Aktionen mit Edelgasen („Inert Gas Series“) oder radioaktivem Material („Radiation Pieces“) durch und arbeitete mit akustischen Frequenzen, Geräuschen und Sprache. Für eine Aktion wurden Gasflaschen in verschiedenen Einstellungen vor Gruppen von Zuschauern in der Wüste eingesetzt.
"Nothing seems to me the most potent thing in the world." Barrys Arbeit konzentriert sich auf die Flucht vor den bisher bekannten physikalischen Grenzen der Objekte und auf die verschiedenen Möglichkeiten zur Definition des unsichtbaren Raums um die Objekte, statt die auf die Objekte selbst.
Barry nutzte für eine Aktion zum Beispiel auch unhörbare Radiowellen eines Senders für eine vorgeschriebene Zeitdauer „nicht als ein Mittel zur Übermittlung von Informationen, sondern vielmehr selbst als ein Objekt“ in einer Ausstellung in der Siegelaub Gallery in New York.
Robert Barry war Teilnehmer der Documenta 5 in Kassel im Jahr 1972 in der Abteilung Licht + Licht/Idee und auch auf der Documenta 6 (1977) und der Documenta 7 im Jahr 1982 mit Werken vertreten. Er lebt in Teaneck, New Jersey.